# Helga Yufer
Helga Yufer Kowald (Concepción, 1922 - Chillán, 1989) fue una pintora, escultora y ceramista chilena.
Realizó obras en cerámica de imágenes costumbristas chilenas, mientras que en la pintura realizó paisajes y flores. Se radicó en Chillán, donde su hogar, ubicado en calle Constitución entre calles Isabel Riquelme y Sargento Aldea, fue apodado como "Casa Balcón". Allí realizó algunas de sus obras que decoraron su residencia y la de su hijo, quien tenía su hogar junto al de sus padres.
Fue fundadora del grupo Tanagra con diversos artistas visuales de las zonas de Ñuble y Biobío. Su principal obra fue "Monumento a los caídos", un homenaje a las víctimas del Terremoto de Chillán de 1939 cual se expone en el tercer patio del Cementerio Municipal de Chillán, a un costado de la fosa común en la cual fueron sepultados los fallecidos de aquella tragedia.
Actualmente sus restos descansan en el Patio de los artistas del Cementerio Municipal de Chillán. Su antiguo hogar llamado "Casa Balcón" fue demolido en 2009 para construir un estacionamiento.